# Katedra św. Michała w Veszprémie
Katedra św. Michała w Veszprémie (węg. Szent Mihály-székesegyház (Veszprém)) – główna świątynia rzymskokatolickiej archidiecezji veszprémskiej na Węgrzech. Mieści się w Veszprémie, przy Vár utca.
Pierwsze fundamenty i plan budowy pochodzą z 1001 roku i są elementami architektury romańskiej. W późniejszych latach została przebudowana w stylu gotyckim, a następnie w duchu baroku. W nawie północnej katedry znajduje się romańska kaplica św. Jerzego z V wieku (według legendy to właśnie tu syn króla Stefana I Świętego, Święty Emeryk, przysięgał dochować celibatu), zaś z południowej strony umieszczona jest kaplica królowej Gizeli Bawarskiej, małżonki św. Stefana. Jej ściany posiadają freski z XIII wieku ukazujące apostołów i sceny religijne z nimi związane.